# Стрелков Георгій Миколайович
Георгій Миколайович Стрелков (1971—2022) — майор Державної прикордонної служби України України, учасник російсько-української війни, що відзначився у ході російського вторгнення в Україну. Герой України (2023, посмертно).

## Життєпис
Народився 26 травня 1971 року в м. Вінниця.
Служив у Могилів-Подільському прикордонному загоні (Вінницька область) Південного регіонального управління Держприкордонслужби України.
Під час російського вторгнення в Україну у червні 2022 року очолював інженерне облаштування позиції підрозділу поблизу смт Семенівка Новгород-Сіверського району Чернігівської області. Потім керував зведенням фортифікаційних споруд на Донеччині, зокрема у с. Костянтинопіль Волноваського району та селищі Невельське.
Загинув 1 листопада 2022 року біля селища Невельське на Донеччині — під час ворожого артилерійського обстрілу власним тілом закрив побратима, врятувавши йому життя.
Поховали 6 листопада у Вінниці на Алеї Слави.
У Георгія залишилася дружина, та 20 річний син-Микола Стрелков.

## Нагороди
- Звання Герой України з удостоєнням ордена «Золота Зірка» (23 лютого 2023, посмертно) — за особисту мужність і героїзм, виявлені у захисті державного суверенітету та територіальної цілісності України, вірність військовій присязі[3].
- орден «За мужність» IІI ступеня (24.01.2023) (посмертно) — за  особисту мужність і самовідданість, виявлені у захисті державного суверенітету та територіальної цілісності України, вірність військовій присязі, сумлінне та бездоганне служіння Українському народові[4].